# Lutin

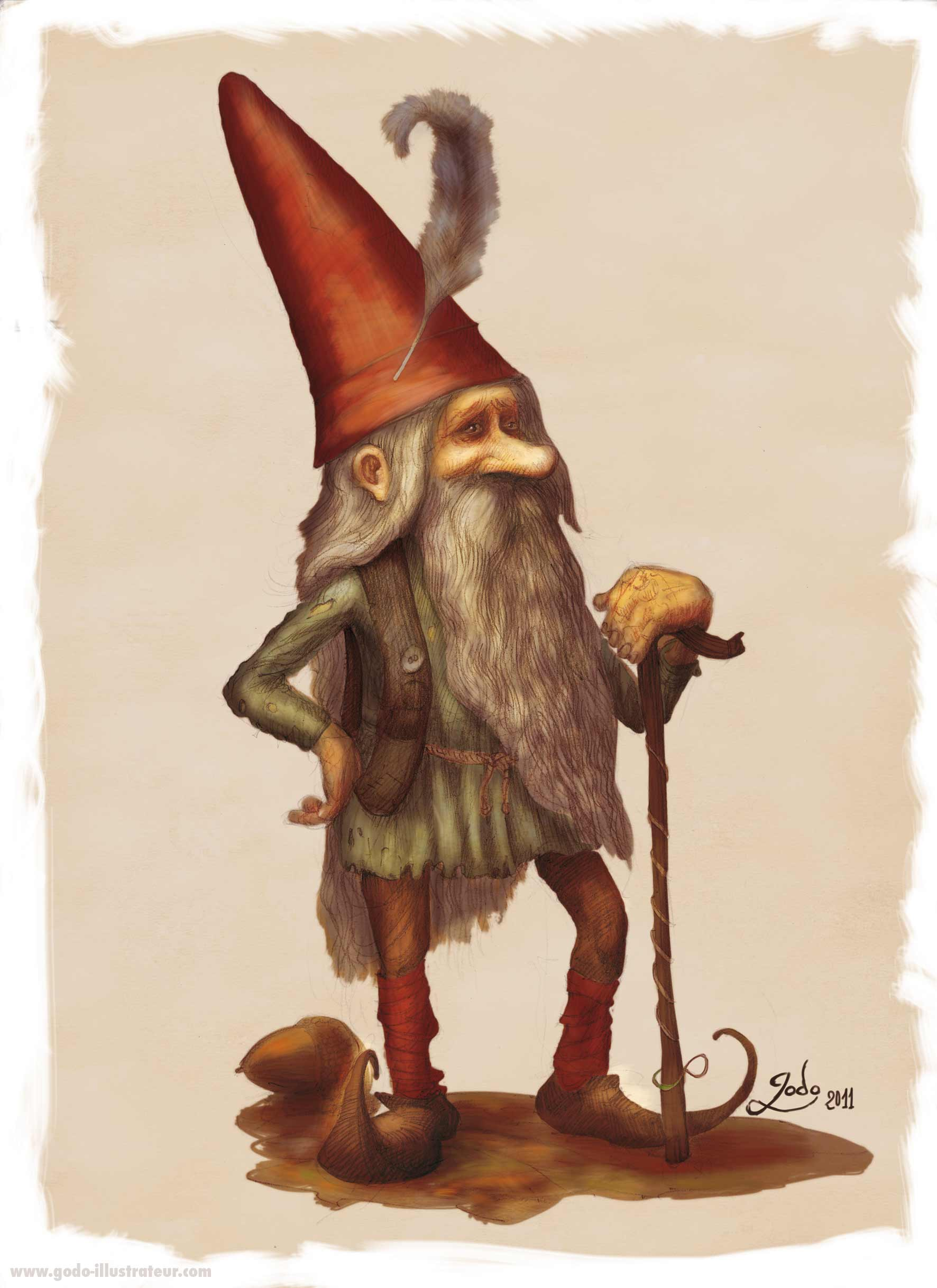
Lutin, Godo, 2011

De lutin (Frans) is een soort kabouter, het wezen komt voor in de folklore en sprookjes. Vrouwelijke lutins worden lutines genoemd.
Een lutin is vergelijkbaar met andere huisgeesten. In vertalingen wordt voor de lutin vaak de naam elf, brownie, fee, gnoom, kobold, goblin, hobgoblin, imp, leprechaun, piskie, puck of sprite gebruikt.
Het wezen kan van vorm veranderen en komt voor in de gedaante van een paard (Ros Beiaard). Lutins assisteren Pere Noël in Lapland, vergelijkbaar met de Tomte. In Le Prince Lutin uit 1697 wordt de lucht, water en aarde lutin beschreven. De wezens kunnen door het universum reizen en kiezen zelf wanneer ze in een natuurlijke vorm zichtbaar zijn. Twee witte veren maken de lutin onzichtbaar.
Ook in Noord-Amerika bestaat de lutin, vooral in Quebec. Ze komen hier voor in de vorm van een huisdier (honden of konijnen) of andere veelvoorkomende dieren. Geheel witte katten zijn waarschijnlijk een lutin, maar alle dieren die in de buurt van een huis zwerven komen in aanmerking.
Lutins kunnen goed of slecht zijn. Lutins beheersen het water en kunnen de baard van de eigenaar van het huis afscheren voor hij op zondag wakker wordt. Kwaadaardige lutins (of lutins die beledigd zijn) kunnen veel leed veroorzaken. Lutins zouden niet tegen zout kunnen.
De Nain Rouge is een soort lutin net als de nuton, waar de rots Trou des Nutons in het Belgische Esneux naar vernoemd is.